# Génération écologie
Pour les articles homonymes, voir GE et Gé.
 (septembre 2017).
Si vous disposez d'ouvrages ou d'articles de référence ou si vous connaissez des sites web de qualité traitant du thème abordé ici, merci de compléter l'article en donnant les références utiles à sa vérifiabilité et en les liant à la section « Notes et références ».
Génération écologie (GE ou GÉ) est un parti politique écologiste français de centre gauche créé en mai 1990 par Brice Lalonde, Jean-Louis Borloo, Yves Piétrasanta, Noël Mamère et Corinne Lepage. Durant les années 1990, la formation avait pour ambition de regrouper les différentes tendances politiques non rattachées aux Verts. Depuis septembre 2018, il est présidé par l'ancienne ministre de l'Écologie Delphine Batho et a adopté de nouvelles orientations en faveur d'une écologie intégrale,,, marquant un glissement en faveur de la décroissance.
Le mouvement est représenté à l'Assemblée nationale par Delphine Batho depuis 2018.

## Histoire

### La période Brice Lalonde (1992-2002)
Dans la foulée du mandat ministériel de Brice Lalonde, le mouvement Génération écologie se constitue avec les militants écologistes issus pour beaucoup des Amis de la Terre. Il est créé à l'initiative de François Mitterrand pour concurrencer Les Verts avant les élections régionales de 1992,, puis les législatives de 1993. Le fait que Génération écologie soutienne le recours à l'énergie nucléaire et l'existence d'une force de dissuasion nucléaire française font que certains observateurs, dans les années 1990, refusent de qualifier ce parti d'écologiste.
Aux élections régionales de 1992, Génération écologie recueille 7,1 % des suffrages exprimés (104 élus), tandis que son concurrent Les Verts recueille 6,8 % des suffrages (105 élus). Dans le cadre de l'Entente des écologistes, qui présente des candidats communs issus de GE et des Verts, les écologistes obtiennent plus de 11 % des voix aux élections législatives de 1993 mais aucun élu.
En 1994, au congrès de Laval, Brice Lalonde est réélu président. Génération écologie décide de ne pas passer d'accord électoral, contrairement aux Verts qui, à leur assemblée générale de Lille l'année précédente, ont décidé de la possibilité de passer des accords électoraux avec la gauche. C'est à cette époque que Noël Mamère, Yves Piétrasanta et Harlem Désir, ainsi que près d'un tiers des délégués, quittent Génération écologie,. Le mouvement glisse alors vers la droite.
Après avoir constaté la défection de Jacques Delors, le conseil national de Génération écologie réuni à Paris appelle à voter pour Jacques Chirac à l’élection présidentielle de 1995, avant de signer un accord avec Démocratie libérale en 1998.
Réélu président au congrès de Lille de 1997 puis à celui de Toulouse en 2000, Brice Lalonde poursuit ses accords avec Démocratie libérale tout en affirmant sa volonté de regrouper les écologistes « non Verts ». Après avoir œuvré à la création de l'UDF aux côtés de Valéry Giscard d'Estaing, France Gamerre rejoint le mouvement cette même année. Elle explique son choix par son constat que l'écologie est trop souvent utilisée uniquement comme un argument électoral ou un alibi.
Les élections municipales de 2001 confirment un certain ancrage local de Génération écologie, qui obtient environ 150 élus municipaux, en partie dans les grandes villes.

### La période France Gamerre (2002-2011)
Mais les législatives de 2002 sont un échec. Brice Lalonde démissionne alors de la présidence et le congrès extraordinaire de Marseille, qui se tient en présence de la présidente du RPR, Michèle Alliot-Marie. France Gamerre, adjointe au maire de Marseille chargée des affaires maritimes, est élue présidente de Génération écologie lors de ce congrès.
Le parti change alors d'appellation pour Génération écologie-Les Bleus.
Le principe d’un partenariat avec la majorité présidentielle de droite est admis, mais Génération écologie ne sera jamais associée à cette majorité nationale, de quelque manière que ce soit.
C'est dans ces conditions que Génération écologie présente des listes indépendantes (mais ouvertes à des associations) aux élections régionales, en Île-de-France et en Normandie. En Haute-Normandie la liste de Génération écologie obtient 4,17 %. Les élections cantonales, avec une moyenne nationale de 4,5 %, confirment ce score.
Réélue à la tête du parti en 2005, France Gamerre s'attache à mettre en œuvre une politique de coordination avec les autres partis écologistes. C'est sous son impulsion qu'un accord est trouvé pour les législatives de 2007 avec le Mouvement écologiste indépendant (MEI), le Mouvement hommes animaux nature (MHAN) et Le Trèfle - Les nouveaux écologistes. Le bureau national décide de supprimer l'appellation « Les Bleus » associée au nom du parti qui redevient donc « Génération écologie ».
France Gamerre annonce son intention de se présenter à l’élection présidentielle de 2007,, mais ne parvient pas à réunir les signatures nécessaires (elle aurait récolté environ 400 signatures sur les 500 exigées par la loi).
En 2008, le mouvement présente des candidats aux élections municipales et cantonales et obtient une centaine d'élus.
Génération écologie tient sa 8e convention nationale en 2008. France Gamerre annonce son intention de ne pas se présenter pour un nouveau mandat, conformément au principe de limitation des mandats que prône le parti. Bien que France Gamerre apporte son soutien à Yves Piétrasanta, c'est Jean Noël Debroise qui est élu à la présidence et lui succède.
En 2009, Génération écologie se réunit avec le MEI et La France en action, pour former l'Alliance écologiste indépendante (AEI), alliance qui présente des listes aux élections européennes de 2009. Le porte-parole national est Francis Lalanne, également tête de liste dans la circonscription du sud-est. Génération écologie quitte l'AEI en novembre 2010.

### La période Yves Pietrasanta (2011-2018)
En 2011, Yves Piétrasanta, revenu dans le parti, est élu président de Génération écologie, lors de sa 9e convention nationale,.
Au terme d’un vaste débat sur l’avenir et les objectifs de l’écologie politique, les délégués du mouvement ont, en effet, adopté la ligne politique pour les trois années en déclarant vouloir positionner Génération écologie comme le parti du XXIe siècle, celui du développement durable. Au cours d'une rencontre avec Jean-Michel Baylet, président du Parti radical de gauche (PRG) et candidat aux primaires du Parti socialiste pour l'élection présidentielle de 2012, Yves Piétrasanta annonce la création d'un « pôle radical et écologiste » basé sur les « valeurs sociales, humanistes, républicaines, écologistes et européennes ». En décembre 2011, le parti annonce la signature de statuts avec le Parti radical de gauche mettant sur place ce « Pôle radical et écologiste ».
Yves Piétrasanta est réélu président de Génération écologie pour trois ans lors de la dixième convention nationale du parti à Montpellier le 29 novembre 2014.
En septembre 2015, Génération écologie pense intégrer l'Union des démocrates et des écologistes (UDE), qui regroupe également d'anciennes personnalités d'EÉLV et du MoDem. Finalement le 3 octobre 2015, Génération écologie annonce qu'il ne rejoindra pas l'UDE, car « les conditions ne sont pas réunies pour que Génération écologie entre dans la future Union démocrates et écologistes (UDE) » en soulignant que « les mandats électifs qui pourraient être confiés à des membres de Génération écologie doivent être subordonnés au respect des engagements écologistes et non l’inverse ».
En avril 2016, Cap21-LRC que préside Corinne Lepage et Génération écologie décident un rapprochement « dans le cadre d'un partenariat pour établir une plateforme d'action communes » en vue des élections de 2017.
Lors de la primaire citoyenne de 2017, Génération écologie soutient Sylvia Pinel au premier tour et Manuel Valls au second. Génération écologie apporte son soutien à Emmanuel Macron au second tour de la présidentielle de mai 2017.
Pour les législatives de juin 2017, Génération écologie présente des candidats en commun avec le PRG dans plus de 50 circonscriptions.
Lors de la convention nationale du 7 octobre 2017 à Mèze, Yves Piétrasanta est de nouveau élu pour trois ans à la tête du parti.
Génération écologie participe, avec le Mouvement radical, l'UDE et Cap 21 en décembre 2017 à la refondation d'un centrisme écologiste sur l'échiquier politique français. Le Mouvement Génération écologie est alors crédité de 2 000 adhérents.

### La période Delphine Batho (2018 à aujourd'hui)
Le 2 mai 2018, Delphine Batho annonce qu'elle quitte le PS et qu'elle prendra la tête de Génération écologie en septembre, succédant ainsi à Yves Piétrasanta. Elle est élue présidente du parti le 10 septembre 2018. Le mouvement revendique alors 2 000 adhérents.
En vue de la présidentielle de 2022, Génération écologie rentre dans le Pôle écologiste, composé également d'EELV, G.s, l'AEI et le MdP.
Le 18 décembre 2020, par une dépêche Agence France Presse, les mouvements Cap 21 de Corinne Lepage, Génération écologie de Delphine Batho et l'Alliance écologiste indépendante de Jean-Marc Governatori ont annoncé la création d'une plateforme de coordination commune et distincte du parti Europe Écologie Les Verts. Lors de cette annonce Corinne Lepage insiste sur le fait que la ligne politique de Cap 21, GE et l'AEI ne sont "pas du tout sur une ligne d'accord avec La France insoumise, ce qui est parfois très ambigu pour EELV dans certaines parties du territoire",,.
En 2021, le parti est rejoint par les députés Hubert Julien-Laferrière’ (qui en sera exclu  en septembre 2023) et Cédric Villani, élus tous deux en 2017 sous l'étiquette La République en marche. Villani s'apparente financièrement à Génération écologie sans pour autant adhérer, puis y adhère en 2022.
Une primaire écologiste est organisée en septembre 2021 entre les partis membres du Pôle écologiste, dont Génération écologie.
Delphine Batho fait campagne sur le thème de la décroissance,, et obtient 22,32 % des voix à cette primaire ouverte.
Début octobre 2023, Génération Écologie annonce qu'elle ne participera plus à la Nupes jusqu'au départ de Jean-Luc Mélenchon lui reprochant la non-condamnation du Hamas comme organisation terroriste.

## Liste des présidents
- 1991-2002 : Brice Lalonde
- 2002-2008 : France Gamerre
- 2008-2011 : Jean-Noël Debroise
- 2011-2018 : Yves Piétrasanta
- depuis 2018 : Delphine Batho

## Résultats électoraux
En 1992, Génération écologie seul recueille 7,2 % de suffrages aux élections régionales (108 élus), un résultat équivalent à celui des listes vertes. Les candidats communs de Génération écologie et des Verts recueillent 11 % aux élections législatives de 1993.
Aux élections municipales de 2001, Génération écologie obtient environ 150 élus municipaux, en partie dans les grandes villes.
Aux élections régionales de 2004, en Haute-Normandie, la liste de GE obtient 4,17 %. En Île-de-France, la liste « De l'oxygène pour l'Île-de-France » menée par Carine Pélegrin obtient 2,51 % des suffrages. Les candidats aux élections cantonales sous la bannière de Génération écologie obtiennent, quant à eux, une moyenne de 4,5 %.
En 2007, aux législatives, malgré l'accord signé avec deux autres partis se réclamant de l'écologie, Génération écologie ne remporte que 1,06 % des voix[réf. souhaitée].
Génération écologie compte, en 2020, une trentaine d'élus en France, dont quatre conseillers régionaux : deux au conseil régional d'Île-de-France (Eddie Aït et Loubna Méliane) et deux au conseil régional de Nouvelle-Aquitaine (Anne-Laure Bedu et Guy Moreau).
Lors des élections départementales de 2021, le parti présente 78 candidats et compte, à l'issue de ces élections, 2 conseillers départementaux dont un en Indre-et-Loire et un dans les Deux-Sèvres.
Depuis les élections régionales de 2021, Génération écologie compte 9 conseillers régionaux dont un au conseil régional d'Île-de-France (Carine Pélegrin) , un au conseil régional de Normandie (Pierre-Emmanuel Hautot), deux au conseil régional d'Auvergne-Rhône-Alpes (Anaïs Widiez et David Buisson), une au conseil régional du Grand Est (Laure Haag), une au conseil régional des Pays de la Loire (Gaëlle Rougeron), une au conseil régional de Nouvelle-Aquitaine (Anne-Laure Bedu) et une au conseil régional de Bourgogne-Franche-Comté (Aurore Lagneau).

### Élections législatives
| Année | Premier tour | Premier tour | Second tour | Second tour | Sièges  | Rang | Gouvernement |
| Année | Voix         | %            | Voix        | %           | Sièges  | Rang | Gouvernement |
| ----- | ------------ | ------------ | ----------- | ----------- | ------- | ---- | ------------ |
| 2007  |              | 1,06         |             |             |         |      | Opposition   |
| 2022a | 110 650      | 0,49         | 131 614     | 0,63        | 2 / 577 | 23e  | Opposition   |
| 2024b | 25 435       | 0,08         | 37 808      | 0,14        | 1 / 577 | 43e  | Opposition   |

- a Au sein de la NUPES.
- b Au sein du Nouveau Front populaire.

## Identité visuelle

Logotype de 2006 à 2009.
Logotype de 2009 à 2010
Logotype de 2010 à 2020.
Logotype depuis 2020.